# 14-18 (film)
Pour plus de détails, voir Fiche technique et Distribution.
14-18 est un film documentaire français réalisé par Jean Aurel et sorti en 1963.

## Synopsis
L'histoire de la Première Guerre mondiale retracée à partir des archives cinématographiques.

## Fiche technique
- Titre : 14-18
- Réalisation : Jean Aurel
- Commentaire : Cécil Saint-Laurent
- Montage : Anne-Marie Cotret
- Production : Zodiac Productions
- Pays de production :  France
- Durée : 90 minutes
- Date de sortie : France - 27 février 1963

## Distinctions
- 1965 : Nommé pour l'Oscar du meilleur film documentaire à la 37e cérémonie des Oscars[1]